# Tsukada Shogo
Tsukada Shogo (塚田 翔悟 Tsukada Shōgo, sinh ngày 2 tháng 5 năm 1993) là một cầu thủ bóng đá người Nhật Bản. Anh thi đấu cho Verspah Oita.

## Sự nghiệp
Tsukada Shogo gia nhập câu lạc bộ J3 League Kagoshima United FC năm 2016. Mùa bóng 2018, anh quyết định ký hợp đồng với Verspah Oita, mà rời khỏi KUFC sau hai năm.

## Thống kê câu lạc bộ
Cập nhật đến ngày 22 tháng 2 năm 2018.
| Thành tích câu lạc bộ | Thành tích câu lạc bộ | Thành tích câu lạc bộ | Giải vô địch | Giải vô địch | Cúp                   | Cúp                   | Tổng cộng | Tổng cộng |
| Mùa giải              | Câu lạc bộ            | Giải vô địch          | Số trận      | Bàn thắng    | Số trận               | Bàn thắng             | Số trận   | Bàn thắng |
| Nhật Bản              | Nhật Bản              | Nhật Bản              | Giải vô địch | Giải vô địch | Cúp Hoàng đế Nhật Bản | Cúp Hoàng đế Nhật Bản | Tổng cộng | Tổng cộng |
| --------------------- | --------------------- | --------------------- | ------------ | ------------ | --------------------- | --------------------- | --------- | --------- |
| 2016                  | Kagoshima United FC   | J3 League             | 3            | 0            | 0                     | 0                     | 3         | 0         |
| 2017                  | Kagoshima United FC   | J3 League             | 0            | 0            | 0                     | 0                     | 0         | 0         |
| Tổng                  | Tổng                  | Tổng                  | 3            | 0            | 0                     | 0                     | 3         | 0         |